# Malniu (turó)
Malniu és una muntanya de 544 metres que es troba al municipi de Calders, a la comarca del Moianès.